# Stefano Saglia
Stefano Saglia (Milano, 1º febbraio 1971) è un politico italiano.

## Biografia
Stefano Saglia vive a Brescia. Inizia a far politica giovanissimo nella sezione di Brescia del Fronte della Gioventù (FdG), l'organizzazione giovanile del Movimento Sociale Italiano (MSI), esprimendo posizioni anticapitaliste all'interno della corrente rautiana del MSI. Giornalista professionista, ha sempre avuto un particolare interesse per le materie economiche e per il rapporto esistente tra attività produttive, formazione e problematiche sociali.
Dal 1995 al 2000 è stato Dirigente presso l'Ufficio di Presidenza del Consiglio Regionale della Lombardia. Nel 1995, approda a soli 24 anni al Consiglio Provinciale di Brescia, dal 1999 al 2001 ne è Vice Presidente per poi ricoprire l'incarico di Assessore al Lavoro e alle Attività Produttive. Dal 1997 al 2008 è stato Presidente Provinciale di Alleanza Nazionale a Brescia.
Eletto per la prima volta deputato alla Camera dei Deputati nel maggio del 2001, è stato confermato nelle Elezioni Politiche sia del 2006 con Alleanza Nazionale, che del 2008 con il PDL. Nella XV Legislatura è stato Vice Presidente della Commissione Attività Produttive della Camera e ha ricoperto il ruolo di vicecoordinatore del dipartimento economico di Alleanza Nazionale, nonché di responsabile del settore Energia di Alleanza Nazionale.
È tra i fondatori dell'Intergruppo Parlamentare sulla Sussidiarietà. Relatore alla Camera di importanti riforme tra le quali il riassetto del settore energetico in Italia, la legge sulla tutela del Risparmio e quella sull'Impresa Sociale. Rieletto nelle Politiche del 2008 alla Camera per il Popolo delle Libertà, è Presidente della XI Commissione Lavoro Pubblico e Privato fino all'aprile 2009.
Viene nominato Sottosegretario di Stato allo Sviluppo Economico il 30 aprile 2009. Riceve le deleghe dal ministro Claudio Scajola in materie di competenza del Dipartimento Energia, nonché in materie inerenti mercato, concorrenza, consumatori, vigilanza e normativa tecnica. Saglia è anche delegato alla Presidenza del CNCU, Consiglio Nazionale consumatori ed Utenti.
Nel 2010 riceve il riconoscimento "Uomo dell'anno" dell'energia dal giornale Staffetta quotidiana della Rivista Italiana del Petrolio e da Fondazione Energia.
Il 16 novembre 2013, con la sospensione delle attività del Popolo della Libertà, aderisce al Nuovo Centrodestra (NCD) guidato da Angelino Alfano.
Ad agosto 2018, su proposta del governo Conte I, viene nominato nel collegio dell'Autorità di Regolazione per Energia Reti e Ambiente per il settennato 2018-2025.

## Vita privata
È sposato con Paola Vilardi, esponente bresciana di Forza Italia e già assessore del Comune di Brescia (2008-2013).